# Ґейл Ґотьє
Ґейл Ґотьє (англ. Gail Gauthier; нар. 1953, Мідлбері, Вермонт, США) — американська дитяча письменниця. Її дідусь та бабуся за батьківською лінією були емігрантами з Квебека, які не розмовляли англійською мовою.

## Життєпис
Зросла на фермі в Вермонті. Скінчила Університет Коннектикуту за фахом «асистент викладача», потім протягом кількох років працювала шкільною вчителькою, викладачем гуртків та організатором скаутських зайнять. Мати двох дітей. 1996 р. опублікувала свою першу книжку «Моє життя з інопланетянами», героями якої зробила своїх власних дітей. Книга у жартівливій формі розповідає про зустрічі дітей з тими, кого вони звуть «інопланетянами», а читач може на свій вибір вважати їх або за незвичайних дітей, або за плід фантазії оповідача, або ж за справжніх прибульців, оскільки фабула припущує всі три вказані можливості, що ж до «надприродних» подій, то вони відомі лише зі слів саміх «прибульців». Після успіху цієї книги Ґейл Ґотьє написала ще ряд нових, тим часом продовжуючи свою кар'єру шкільної вчительки та бібліотекаря.
Також вона публікує короткі оповідання та статті у дитячих часописах, у тому числі «Cricket» та «English Journal».
Книги Ґотье перекладалися німецькою, японською, італійською, французькою мовами.

## Твори
- My Life among the Aliens, illustrated by Santiago Cohen, Putnam (New York, NY), 1996.
- A Year with Butch and Spike, Putnam (New York, NY), 1998.
- Club Earth (sequel to My Life among the Aliens), Putnam (New York, NY), 1999.
- The Hero of Ticonderoga, Putnam (New York, NY), 2001.
- Saving the Planet and Stuff, Putnam (New York, NY), 2003.
- Happy Kid, 2006;
- A Girl, a Boy, and a Monster Cat (G. P. Putnam's Sons, 2007)
- A Girl, a Boy, and Three Robbers (G. P. Putnam's Sons, 2008) — также известна под названием The Hannah and Brandon Stories.